# 日本戰後改革
日本戰後改革指1945年日本戰敗后在駐日盟軍總司令部指示下由日本國政府施行的一系列民主化、自由化改革。

## 政治

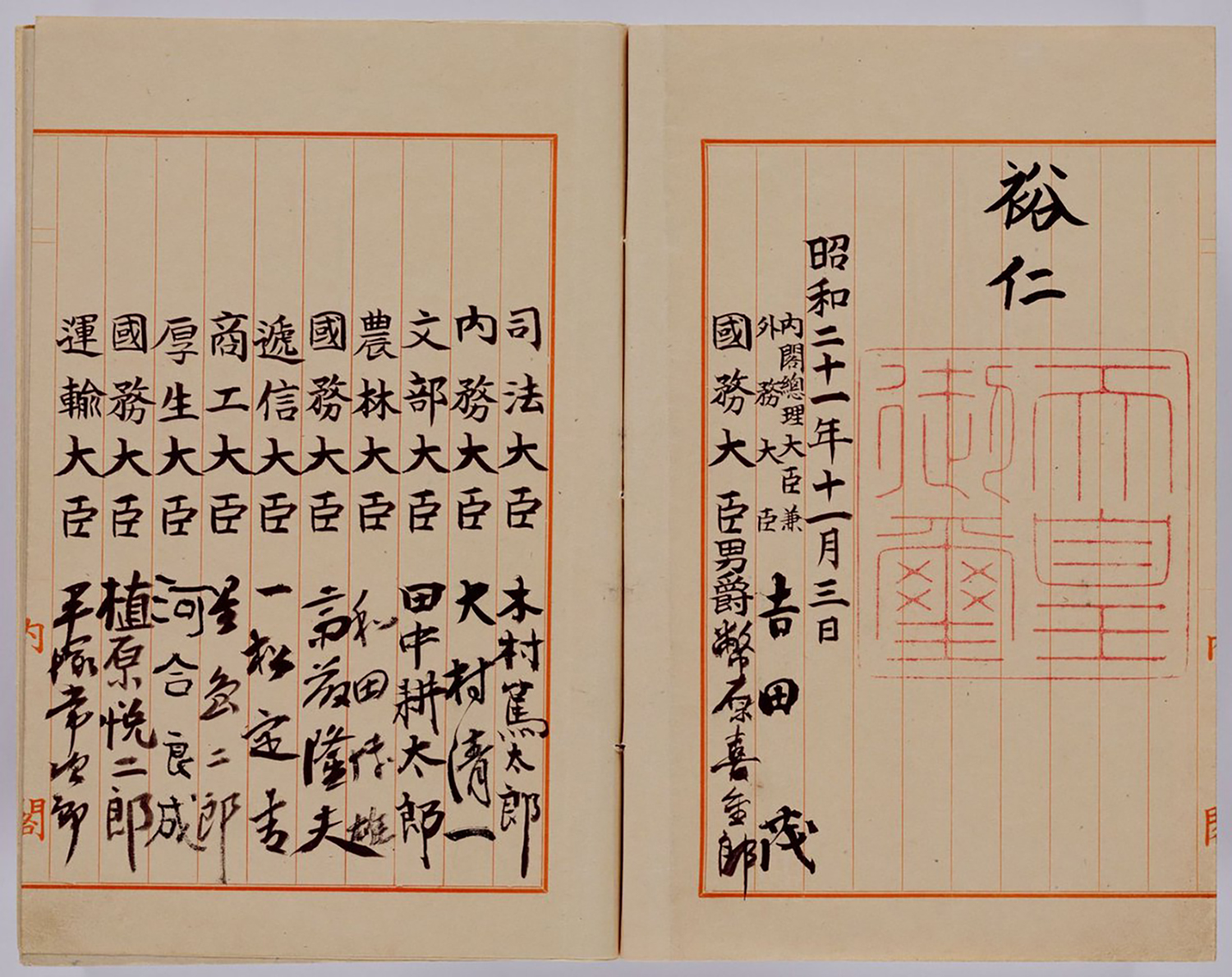
日本國憲法

日本的戰後改革從政治層面的憲法開始，1945年10月日本政府應道格拉斯·麥克阿瑟指示著手修改1889年《大日本帝國憲法》，並於1946年11月3日公佈新版《日本國憲法》，1947年5月3日正式實施。
《日本國憲法》最為重大的一條修改便是其第九條，規定戰後日本放弃战争、不维持武力、不拥有宣战权。其他更變還包括規定主權在民；改革天皇制為象征天皇制，廢止輔佐天皇的樞密院、貴族院和軍部；改革議會制，設參議院和眾議院，議員直接選舉產生，規定國會是國家的最高權力機關和唯一的立法機關；改革內閣制，內閣總理大臣由國會確定，一般由眾議院中佔優勢黨的總裁擔任，規定行政權屬於內閣；改革中央集權制，實行地方自治；改革司法制度，最高裁判所掌握司法權，和內閣、國會並列；擴大民主權利，實行男女同權。依照麥克阿瑟給予首相幣原喜重郎的指示，廢止秘密警察，實施公职追放。

## 經濟
日本于戰後著手實行“經濟民主化”，依盟總司令部指令實行財閥解體政策，成立控股公司整理委員會，命令被整肃的控股公司和财阀家族上交持有股票，繳稅后公開出售，使得財閥家族失去股票與資本，各子公司間的控股關係瓦解，財閥趨於解體。1947年日本政府頒布《禁止壟斷法》和《过度经济力集中排除法》，禁止卡特爾式商業壟斷，指定“經濟力過度集中”企業，命令其分散分拆，進而達到防止壟斷財團復活的目的。1948年2月，原本三井物产要被分拆为200多个公司，三菱商事要被分拆为139个公司。此外依照麥克阿瑟給予首相幣原喜重郎的指示獎勵成立工會。
在農業上，展開農地改革，1945年12月頒布第一次《農地改革法》，又于次年10月頒布第二次《農地改革法》。按照法律，國家征購被過度佔有的土地，售給佃農和少地農民；成立市町村農地委員會；改革租地地租，殘存租地改為貨幣地租。通過農地改革，自耕農人口急劇增長。

## 教育
戰前日本曾在教育體系中加入軍國主義和國家神道內容，戰後日本政府依盟總司令部要求改革教育體制，實行“學校教育自由化”，1947年3月31日頒布《教育基本法》，下放教育權力予民選的各級教育委員會，并延長國民義務教育至9年，開發“人才資源”推動經濟發展。